# Selaginopsis fusca
Selaginopsis fusca är en nässeldjursart som först beskrevs av Johnston 1847.  Selaginopsis fusca ingår i släktet Selaginopsis, och familjen Sertulariidae. Arten är reproducerande i Sverige.